# Grand Prix USA 2017
Grand Prix USA 2017 (oficiálně 2017 Formula 1 United States Grand Prix) se jela na okruhu Circuit of the Americas nedaleko města Austin, v Texasu ve Spojených státech amerických dne 22. října 2017. Závod byl sedmnáctým v pořadí v sezóně 2017 šampionátu Formule 1.
Daniil Kvjat se vrátil do své sedačky v týmu Toro Rosso poté, co ji uvolnil Pierrovi Gaslymu pro předcházející Grand Prix Malajsie a Japonska. Druhý pilot Toro Rosso, Španěl Carlos Sainz Jr., odešel do týmu Renault, odkud odchází pro neuspokojivé výkony Jolyon Palmer.
Druhou sedačku Toro Rosso pro tento závod obsadil novozélandský pilot Brendon Hartley, bývalý testovací pilot týmu a vítěz šampionátu vytrvalostních závodů FIA World Endurance Championship z roku 2015, se kterým se Toro Rosso dohodlo na spolupráci do konce sezóny. Po závodě skončil Kvjat v programu mladých pilotů Red Bullu a přišel o místo i v Toro Rosso.
Pro závod se výrobce pneumatik rozhodl propagovat povědomí o rakovině prsu změnou obarvení ultra měkké směsi z fialové na růžovou. Několik startujících týmů také zahrnulo růžovou barvu do svého zbarvení.

## Kvalifikace
| Poř.                       | No. | Jezdec            | Konstruktér               | Časy v kvalifikaci | Časy v kvalifikaci | Časy v kvalifikaci | Pořadí na startu |
| Poř.                       | No. | Jezdec            | Konstruktér               | Q1                 | Q2                 | Q3                 | Pořadí na startu |
| -------------------------- | --- | ----------------- | ------------------------- | ------------------ | ------------------ | ------------------ | ---------------- |
| 1                          | 44  | Lewis Hamilton    | Mercedes                  | 1:34.822           | 1:33.437           | 1:33.108           | 1                |
| 2                          | 5   | Sebastian Vettel  | Ferrari                   | 1:35.420           | 1:34.103           | 1:33.347           | 2                |
| 3                          | 77  | Valtteri Bottas   | Mercedes                  | 1:35.309           | 1:33.769           | 1:33.568           | 3                |
| 4                          | 3   | Daniel Ricciardo  | Red Bull Racing-TAG Heuer | 1:35.991           | 1:34.495           | 1:33.577           | 4                |
| 5                          | 7   | Kimi Räikkönen    | Ferrari                   | 1:35.649           | 1:33.840           | 1:33.577           | 5                |
| 6                          | 33  | Max Verstappen    | Red Bull Racing-TAG Heuer | 1:34.899           | 1:34.716           | 1:33.658           | 16               |
| 7                          | 31  | Esteban Ocon      | Force India-Mercedes      | 1:35.849           | 1:35.113           | 1:34.647           | 6                |
| 8                          | 55  | Carlos Sainz Jr.  | Renault                   | 1:35.517           | 1:34.899           | 1:34.852           | 7                |
| 9                          | 14  | Fernando Alonso   | McLaren-Honda             | 1:35.712           | 1:35.046           | 1:35.007           | 8                |
| 10                         | 11  | Sergio Pérez      | Force India-Mercedes      | 1:36.358           | 1:34.789           | 1:35.148           | 9                |
| 11                         | 19  | Felipe Massa      | Williams-Mercedes         | 1:35.603           | 1:35.155           |                    | 10               |
| 12                         | 26  | Daniil Kvjat      | Toro Rosso                | 1:36.073           | 1:35.529           |                    | 11               |
| 13                         | 2   | Stoffel Vandoorne | McLaren-Honda             | 1:36.286           | 1:35.641           |                    | 20               |
| 14                         | 8   | Romain Grosjean   | Haas-Ferrari              | 1:36.835           | 1:35.870           |                    | 12               |
| 15                         | 27  | Nico Hülkenberg   | Renault                   | 1:35.740           | Bez času           |                    | 18               |
| 16                         | 9   | Marcus Ericsson   | Sauber-Ferrari            | 1:36.842           |                    |                    | 13               |
| 17                         | 18  | Lance Stroll      | Williams-Mercedes         | 1:36.868           |                    |                    | 15               |
| 18                         | 39  | Brendon Hartley   | Toro Rosso                | 1:36.889           |                    |                    | 19               |
| 19                         | 94  | Pascal Wehrlein   | Sauber-Ferrari            | 1:37.179           |                    |                    | 14               |
| 20                         | 20  | Kevin Magnussen   | Haas-Ferrari              | 1:37.394           |                    |                    | 17               |
| 107% času vítěze: 1:41,459 |     |                   |                           |                    |                    |                    |                  |
| Zdroj:                     |     |                   |                           |                    |                    |                    |                  |

Poznámky
1. 1 2  Daniel Ricciardo a Kimi Räikkönen zajeli shodný čas. Ricciardo byl v celkovém pořadí před Räikkönenem, protože tohoto času dosáhl dříve.
2. ↑  Max Verstappen obdržel trest posunu o 15 míst vzad kvůli překročení povoleného počtu pohonných jednotek.
3. ↑  Stoffel Vandoorne obdržel trest posunu o 30 míst vzad kvůli překročení povoleného počtu pohonných jednotek.
4. ↑  Nico Hülkenberg obdržel trest posunu o 20 míst vzad za překročení povoleného počtu pohonných jednotek.
5. ↑  Lance Stroll obdržel trest posunu o 3 místa vzad za blokování Romaina Grosjeana během kvalifikace.
6. ↑  Brendon Hartley obdržel trest posunu o 25 míst vzad za překročení povoleného počtu pohonných jednotek. Hartley obdržel trest, i když se jednalo o jeho první závod, protože se počty dílů vztahují na auto, nikoliv na jezdce. Hartley tak dostal penalizaci za předchozí jezdce Daniila Kvjata a Pierra Gaslyho.
7. ↑  Kevin Magnussen obdržel trest posunu o 3 místa vzad za blokování Sergia Péreze během kvalifikace.

## Závod
| Poř.   | No. | Jezdec            | Konstruktér               | Počet kol | Čas/Odstoupení      | Pořadí na startu | Body |
| ------ | --- | ----------------- | ------------------------- | --------- | ------------------- | ---------------- | ---- |
| 1      | 44  | Lewis Hamilton    | Mercedes                  | 56        | 1:33:50.991         | 1                | 25   |
| 2      | 5   | Sebastian Vettel  | Ferrari                   | 56        | +10.143             | 2                | 18   |
| 3      | 7   | Kimi Räikkönen    | Ferrari                   | 56        | +15.779             | 5                | 15   |
| 4      | 33  | Max Verstappen    | Red Bull Racing-TAG Heuer | 56        | +16.768             | 16               | 12   |
| 5      | 77  | Valtteri Bottas   | Mercedes                  | 56        | +34.967             | 3                | 10   |
| 6      | 31  | Esteban Ocon      | Force India-Mercedes      | 56        | +1:30.980           | 6                | 8    |
| 7      | 55  | Carlos Sainz Jr.  | Renault                   | 56        | +1:32.944           | 7                | 6    |
| 8      | 11  | Sergio Pérez      | Force India-Mercedes      | 55        | +1 kolo             | 9                | 4    |
| 9      | 19  | Felipe Massa      | Williams-Mercedes         | 55        | +1 kolo             | 10               | 2    |
| 10     | 26  | Daniil Kvjat      | Toro Rosso                | 55        | +1 kolo             | 11               | 1    |
| 11     | 18  | Lance Stroll      | Williams-Mercedes         | 55        | +1 kolo             | 15               |      |
| 12     | 2   | Stoffel Vandoorne | McLaren-Honda             | 55        | +1 kolo             | 20               |      |
| 13     | 39  | Brendon Hartley   | Toro Rosso                | 55        | +1 kolo             | 19               |      |
| 14     | 8   | Romain Grosjean   | Haas-Ferrari              | 55        | +1 kolo             | 12               |      |
| 15     | 9   | Marcus Ericsson   | Sauber-Ferrari            | 55        | +1 kolo             | 13               |      |
| 16     | 20  | Kevin Magnussen   | Haas-Ferrari              | 55        | +1 kolo             | 17               |      |
| Ret    | 14  | Fernando Alonso   | McLaren-Honda             | 24        | Motor               | 8                |      |
| Ret    | 3   | Daniel Ricciardo  | Red Bull Racing-TAG Heuer | 14        | Motor               | 4                |      |
| Ret    | 94  | Pascal Wehrlein   | Sauber-Ferrari            | 5         | Poškození po kolizi | 14               |      |
| Ret    | 27  | Nico Hülkenberg   | Renault                   | 3         | Motor               | 18               |      |
| Zdroj: |     |                   |                           |           |                     |                  |      |

Poznámky
1. ↑  Max Verstappen obdržel penalizaci 5 sekund za předjetí mimo trať.
2. ↑  Marcus Ericsson obdržel penalizaci 5 sekund za způsobení kolize.

## Průběžné pořadí po závodě
- Tučně jsou vyznačeni jezdci a týmy se šancí získat titul v Poháru jezdců nebo konstruktérů.

Pohár jezdců
|  | Pořadí | Jezdec           | Body |
|  | ------ | ---------------- | ---- |
|  | 1      | Lewis Hamilton   | 331  |
|  | 2      | Sebastian Vettel | 265  |
|  | 3      | Valtteri Bottas  | 244  |
|  | 4      | Daniel Ricciardo | 192  |
|  | 5      | Kimi Räikkönen   | 163  |

Pohár konstruktérů
|  | Pořadí | Konstruktér               | Body |
|  | ------ | ------------------------- | ---- |
|  | 1      | Mercedes                  | 575  |
|  | 2      | Ferrari                   | 428  |
|  | 3      | Red Bull Racing-TAG Heuer | 315  |
|  | 4      | Force India-Mercedes      | 159  |
|  | 5      | Williams-Mercedes         | 68   |